# Claire Dowie
Claire Dowie (* 1956 in Birmingham) ist eine englische Schriftstellerin, Regisseurin und Schauspielerin. Sie gilt in England als Vorreiterin des Stand-up-Theatre.
Ursprünglich wollte sie Tänzerin werden, tourte auch kurzzeitig mit einer Gruppe durch Europa, trat dann aber mit einem Soloprogramm in der alternativen Comedyszene um London herum auf und wechselte zur Stand-up-Comedy. Der eigentliche Durchbruch kam, als sie anfing zu schreiben. Ihre Theaterstücke, die sie oft auch selbst spielte und inszenierte, wurden ins Deutsche, Spanische, Portugiesische und Italienische übersetzt. 2008 erschien ihr erster Roman Chaos.
Claire Dowie lebt in London.

## Theater
Seit Ende der 1980er Jahre schreibt, inszeniert und spielt Claire Dowie Theaterstücke und setzt sich darin u. a. mit den Vorstellungen von Geschlechterrollen und Sexualität auseinander. Zu ihren bekanntesten Stücken zählen Adult Child/Dead Child (ausgezeichnet mit dem „Time Out Theatre Award 1988“), Why is John Lennon wearing a skirt? (ausgezeichnet mit dem „London Fringe Award 1991“), Drag Act, Easy Access (for the boys) und H to He - I'm turning into a man.
Als deutsche Übersetzungen liegen bislang vor: „Warum trägt John Lennon einen Rock?“, „Die unsichtbare Freundin“ und „Michaels Tape“.
Die Aufführungsrechte liegen in Deutschland beim Merlin Verlag.

### Warum trägt John Lennon einen Rock?
(Why is John Lennon wearing a skirt?)
Im Zentrum des erfolgreichsten Stücks von Claire Dowie steht ein 14-jähriges Mädchen, das lieber Hosen trägt und Fußball spielt, als die plötzlich erwachenden Interessen ihrer Freundinnen zu teilen. Dabei werden die Mechanismen des Erwachsenwerdens nachgezeichnet, ohne diese zu denunzieren.
Claire Dowie sagt über ihr Stück:
„Es handelt davon, in den späten 60ern und frühen 70ern aufzuwachsen. Es ist meine Zeit, aber nicht notwendigerweise meine Geschichte. Es war der Beginn der Frauenbewegung - Büstenhalter verbrennen usw., sie fing gerade an. Mental war man hin und hergerissen zwischen Man from UNCLE und Batman: Alles was die Mädchen als Vorbild hatten, war Barbie.“ Das Stück wurde 1990 im Traverse Theatre in Edinburgh uraufgeführt und an zahlreichen deutschen Bühnen nachgespielt. Die Deutschsprachige Erstaufführung fand im Jahr 2000 am Theaterspielplatz des Staatstheaters Braunschweig statt.

### Die unsichtbare Freundin
(Adult child/dead child)
Das schwierige Kind: es schlägt um sich und spricht nicht. Weder spielt es mit anderen, noch hat es Freunde. Es geht auf den Lehrer los und auf den eigenen Vater. Schlägt Scheiben kaputt und zieht sich dahinter zurück. Was in ihm vorgeht, ist allen ein Rätsel. In „Die unsichtbare Freundin“ steigt Claire Dowie in die Welt dieses Kindes hinein, in eine Welt der Verletzungen, der Einsamkeit und der gefährlichen Freunde.
Uraufführung: Finborough Theatre Club, London 1987
Deutschsprachige Erstaufführung: Zwinger Heidelberg, 2004

### Der Mann in ihr
(H to He - I'm turning into a man)
Anfangs glaubt Helen, es sei bloß ein komischer Traum: Da wachsen ihr plötzlich Haare im Gesicht ... ihr Fuß schwillt um fünf Schuhgrößen an ... die rechte Hand beginnt ein Eigenleben zu führen und fasst ihr an die Brüste. Doch bald muss Helen der Wahrheit ins Auge sehen: Sie verwandelt sich in einen Mann! Ihr Spiegelbild ist zu einem Fremden mutiert. Früher war sie schlank und gut gebaut und sexy. Und jung! - Ist das das Alter?
Der Besuch ihrer besten Freundin Tina bringt sie noch mehr durcheinander. Helen braucht keinen Trost von ihr, sie will ihre Männlichkeit spielen lassen, sie will Tina verführen. Doch dann tauchen fünf rätselhafte Teetrinker in Helens Wohnzimmer auf und verkünden ihr den wahren Grund für ihre Verwandlung: Sie soll der neue Messias werden.
Unverschämt sabotiert Claire Dowie hier stereotype Geschlechtervorstellungen und beschreibt am eigenen Körper die Angleichung des Männlichen und Weiblichen im Alter. 
Uraufführung: The Drill Hall, London 2004

## Chaos (Roman)
2008 erschien in Deutschland Claire Dowies erster Roman „Chaos“ (im Original: Creating Chaos, 2004 in England veröffentlicht). Darin geht Claire Dowie der Frage nach, was mit den Revolutionären passiert, wenn sich das Establishment mit ihnen einlässt. Protagonist ist Chaos, der Sohn einer wilden Hippie-Kommune, die in den 70er Jahren aufs Land gezogen ist, um fortan die Welt zu verbessern mit Rock ’n’ Roll, freier Liebe, Drogen, politischen Diskussionen und dem Anbau von biologischem Gemüse. Chaos wächst mit seiner Band, den „Frogs“, zu einer Kultfigur heran. Für seine Fans ist er ein Guru, der sich erfolgreich gegen den Ausverkauf seiner Ideale wehren kann. Bis eines Tages Tony Blair neben ihm auf der Bühne auftaucht…

## Deutschsprachige Publikationen
- Chaos, Merlin Verlag 2008, ISBN 978-3-87536-255-8